# Huỳnh Phúc Hiệp
Huỳnh Phúc Hiệp (sinh ngày 12 tháng 4 năm 1988 tại Gò Công, Tiền Giang) là một cầu thủ bóng đá chuyên nghiệp người Việt Nam. Anh có một tuổi thơ cơ cực, đến năm 12 tuổi mới được đi học lớp 1, sau khi được tuyển vào lớp năng khiếu do Sở TDTT Tiền Giang đào tạo. Cùng với Cùng với Nguyễn Thành Long Giang, Võ Nhật Tân...anh đã góp công lớn giúp Tiền Giang vô địch giải U-21 Quốc gia năm 2006. Năm 2008, Phúc Hiệp nhận lời đầu quân cho SHB Đà Nẵng và có chức vô địch U21 QG thứ 2 trong sự nghiệp. Bản thân Hiệp cũng được bầu là "Cầu thủ xuất sắc nhất" ở giải này. Tiền đạo này từng chơi cho đội Olympic Việt Nam tham dự vòng loại Olympic Bắc Kinh và đội tuyển Việt Nam dự Asian Cup 2007.